# 迪士尼小镇
迪士尼小镇（Disneytown）是坐落於中国上海市浦东新区川沙新鎮上海迪士尼樂園度假區的遊樂區，也是一個購物、娛樂、餐飲在一身的綜合區。迪士尼小镇步行街以历久弥新的乡村小镇与繁华的国际化街道为背景，讓遊客穿越到20世纪初。
迪士尼小镇坐落于上海迪士尼乐园外沿，濒临星愿湖畔，當中位于“百老汇大道”的“华特迪士尼大剧院”上演全球首个普通话版本的《狮子王》音乐剧。2016年10月25日，香港大公報報導，由於門票定價不菲，故《獅子王》雖維持迪士尼音樂劇一貫水準，卻未收穫預期人氣。該報記者曾親到劇院觀劇，眼見入座率差強人意。
2018年6月起，百老汇经典音乐剧《美女与野兽》普通话版本开始在华特迪士尼大剧院公演。